# Массовое убийство в гимназии Гутенберг
Массовое убийство в гимназии Гутенберг (нем. Gutenberg-Gymnasium) — события, произошедшие 26 апреля 2002 года в городе Эрфурт (Германия, Тюрингия). В результате инцидента погибли 13 учителей, два ученика, один полицейский и сам нападавший. Ещё 1 человек получил ранение.

## Стрельба
Преступление произошло в день всеобщего обязательного экзамена. Около 10:45 утра по местному времени 19-летний бывший ученик гимназии Роберт Штайнхойзер (нем. Robert Steinhäuser) (22 января 1983 — 26 апреля 2002) вошел в гимназию «Гутенберг» со спортивной сумкой, в которой находилось оружие и боеприпасы. Он направился в мужской туалет третьего этажа, где переоделся во все чёрное и оставил свою куртку. 
Вооруженный помповым дробовиком 12 калибра модели Mossberg 500 и 9 мм пистолетом системы «Glock 17», Штайнхойзер направился к кабинету директора, около 11.05 он начал свою атаку на гимназию у кабинета директора, где Штайнхойзер выстрелил в заместителя директора, убив его и стоящего рядом другого учителя. Несмотря на то, что дверь в кабинет была открыта, Роберт по каким-то причинам не зашел в офис. Стрелок направился на первый этаж, где трижды выстрелил в учителя, который случайно попался ему на лестнице. Затем стрелок ранил в коридоре учителя, который, услышав выстрелы, вышел в коридор узнать, в чём дело. Роберт ворвался в кабинет 105, где на глазах у учащихся застрелил учителя. 
Затем Штайнхойзер поднялся на второй этаж и вошел в пустой кабинет 206. Он выстрелил 5 раз в дверь соседнего кабинета 207, но ни в кого не попал. Штайнхойзер затем ворвался в кабинет 211 и убил учителя на глазах учащихся. Затем Роберт зашел в кабинет 208, но по неизвестным причинам покинул его, не произведя ни одного выстрела. Стрелок направился на третий этаж, где вошел в кабинет 307, задал учителю какой-то вопрос, который тот проигнорировал. За это Штайнхойзер застрелил его и ещё одного учителя-стажера в кабинете 310. Также он убил учителя в коридоре и ещё одного по пути на следующий этаж. 
При этом прибывшая полиция уже установила личность стрелявшего, несмотря на маску. Роберт Штайнхойзер вновь спустился на второй этаж, однако ситуация уже была другой. Многие ученики в панике успели покинуть здание, другие забаррикадировались в классах. Тем не менее, нападавший убил учительницу у полуоткрытой двери и, перешагнув через тело, выстрелил в кабинете в труп учителя. Другой учитель заперся в кабинете вместе с учениками, и Штайнхойзер, когда не смог её открыть, выстрелил восемь раз сквозь дверь, убив двух учащихся. 
Штайнхойзер направился на первый этаж, где выстрелил в дверь мужского туалета и едва не убил учащегося (пуля прошла в нескольких сантиметрах от головы). После чего Роберт открыл огонь из окон и убил учителя, который помогал эвакуации, а также обстрелял прибывшую патрульную машину, но не попал по полицейским. Он тут же направился к другому окну, где в 11:17 убил полицейского. Затем Роберт направился в кабинет 111, где встретил учителя Райнера Хайзе, который хорошо знал Роберта, тот сказал ему: «Ты можешь убить меня…» — но Штайнхойзер опустил пистолет и сказал: «Господин Хайзе, на сегодня достаточно». Затем Хайзе молча покинул кабинет и запер в нём стрелка. 
Вскоре после этого Роберт Штайнхойзер покончил с собой выстрелом в голову около 11.25 утра. В 12.34 полиция обнаружила тело стрелка.
Итогом бойни стала гибель 17 человек, включая нападавшего, и ранение ещё одного. Штайнхойзер произвел 71 выстрел.

## Мотивы
Роберт Штайнхойзер учился в гимназии до октября 2001 года. В конце сентября он несколько дней не посещал школу, в качестве уважительной причины предоставил справку из больницы. Однако в школе узнали, что справка является поддельной, поэтому руководство решило исключить Роберта из гимназии. В отличие от других земель Германии, в гимназиях Тюрингии не производилось автоматическое присвоение аттестата реальной школы после 10 класса. Таким образом Штайнхойзер оставался вовсе без школьного образования, что вело к безысходности в карьерных перспективах.

## В культуре
Немецкая блэк-метал группа Eisregen посвятила этому событию песню «17 Kerzen am Dom».
Тилль Линдеманн посвятил событию стихотворение Erfurt, выпущенное в 2020 году в его книге 100 Gedichte (нем. 100 стихов).